# Halticotoma cornifera
Halticotoma cornifera är en insektsart som beskrevs av Knight 1928. Halticotoma cornifera ingår i släktet Halticotoma och familjen ängsskinnbaggar. Inga underarter finns listade i Catalogue of Life.